# Watamula
Watamula es un cala (pequeña bahía) en el extremo norte de la isla caribeña de Curazao, en las Antillas Menores. El Punto más occidental de la isla, llamado Westpunt, y la cercana localidad del mismo nombre, se encuentran a solo dos kilómetros hacia el suroeste. Posee un gran hoyo que a veces hace que el lugar sea llamado "el aliento de Curazao".